# مسجد البازار
مسجد البازار (بالألبانية: Xhamia e Pazarit)، والمعروف أيضًا باسم مسجد مراد بك، هو مسجد تاريخي في كرويه بألبانيا. تم بناؤه عام 1533 وهو نصب ثقافي لألبانيا اليوم. بُني المسجد في العهد العثماني، وأغلق المسجد خلال الديكتاتورية الشيوعية، وتم هدم مئذنته النموذجية. أعيد فتح المسجد في عام 1991.